# رامين رحيمي
رامين رحيمي (بالفارسية: رامین رحیمی) هو موسيقي وكاتب أغاني وملحن إيراني، ولد في 1969 في طهران في إيران.